# Joachim Gans zu Putlitz

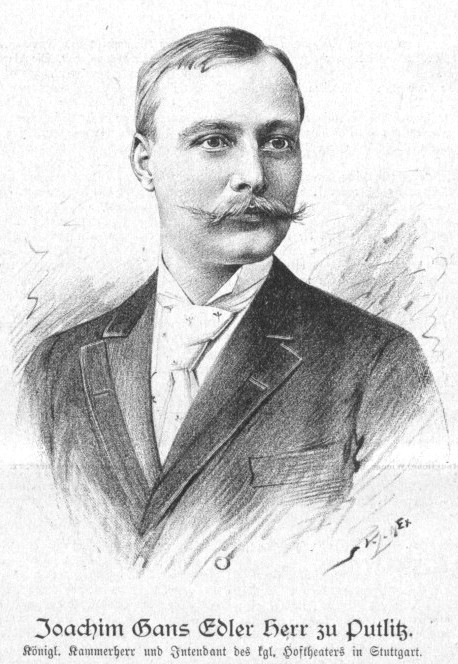
Joachim Gans zu Putlitz (1893)

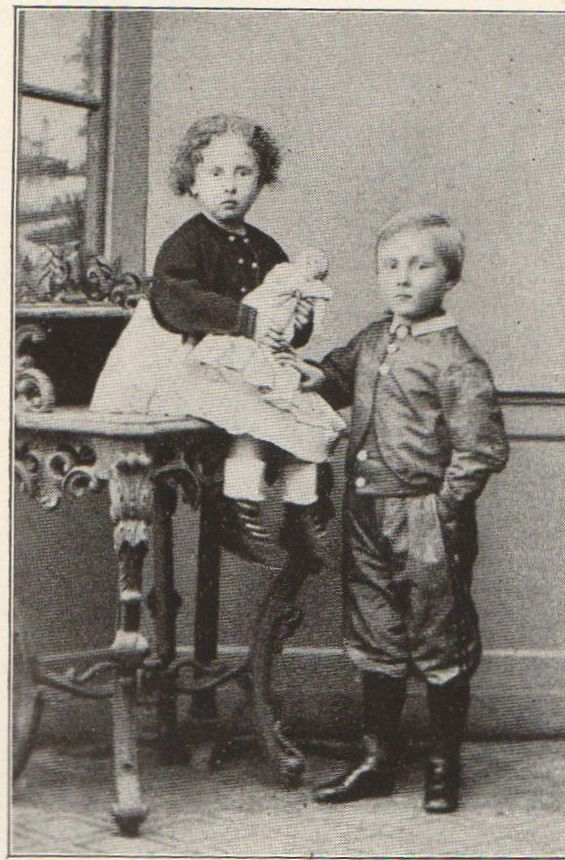
Lita und Joachim Gans zu Putlitz als Kinder

Joachim Gans zu Putlitz (* 7. Mai 1860 in Retzin; † 9. März 1922 in Stuttgart) war ab 1892 Generalintendant des königlich-württembergischen Hoftheaters in Stuttgart und Präsident des Deutschen Bühnenvereins.

## Leben
Joachim Gans zu Putlitz war einer der Söhne des Gustav Gans zu Putlitz. Er wurde von Adolph L’Arronge in Berlin ausgebildet. Bald nach dem Regierungsantritt des Königs Wilhelm II. von Württemberg wurde er 1892 als 32-Jähriger zum Intendanten des württembergischen Hoftheaters berufen. 
Joachim Gans zu Putlitz war besonders an skandinavischen Dramen interessiert. Er brachte Stücke von Bjørnstjerne Bjørnson, Henrik Ibsen und August Strindberg auf die Bühne. Die liberale Einstellung des Königs erlaubte auch die Aufführung von Stücken, die in Berlin der Zensur zum Opfer gefallen wären. 
Doch nicht nur die Möglichkeit, naturalistische und impressionistische Stücke auf die Bühne zu bringen, sondern auch die Neugestaltung des Theaters als Doppeltheater durch Max Littmann nach dem Brand im Januar 1902 sowie die hervorragenden Mitarbeiter begünstigten den Aufschwung, den das Stuttgarter Theater unter Joachim Gans zu Putlitz' Ägide nahm. Ab 1898 war Hans Meery, der vorher in Berlin gewirkt hatte, Schauspielregisseur in Stuttgart. Ferner war zu Joachim Gans zu Putlitz' Zeit der Generalmusikdirektor Max von Schillings in Stuttgart tätig, und Schauspieler und Sänger wie Raoul Aslan, Egmont Richter, Oskar Bolz, Karl Erb und Anna Sutter wirkten auf den Bühnen. Max von Schillings trat im Frühjahr 1918 zurück und wurde durch den jungen Fritz Busch abgelöst, der in seinen Memoiren behauptete, er habe die Stelle während eines persönlichen Vorstellungsgesprächs bei Gans von Putlitz innerhalb weniger Minuten bekommen: „Die Unterhaltung, die ich mit Intendant Putlitz in seinem eleganten Zimmer im Königlichen Hoftheater führte, dauerte kaum länger als fünf Minuten. Mein Angebot eines Probegastspiels wurde als unnötig abgelehnt, und ich war Königlich Württembergischer Hofkapellmeister. Ich telegraphierte schleunigst meiner Frau.“
Nachdem König Wilhelm im Zuge der Novemberrevolution 1918 zurückgetreten war, ließ sich Joachim von Putlitz beurlauben. Später verzichtete er ganz auf seine Stelle als Generalintendant. Er wurde im Frühjahr 1919 zum Präsidenten des Deutschen Bühnenvereins gewählt. Drei Jahre später starb er nach einer Darmoperation.

## Nachkommen

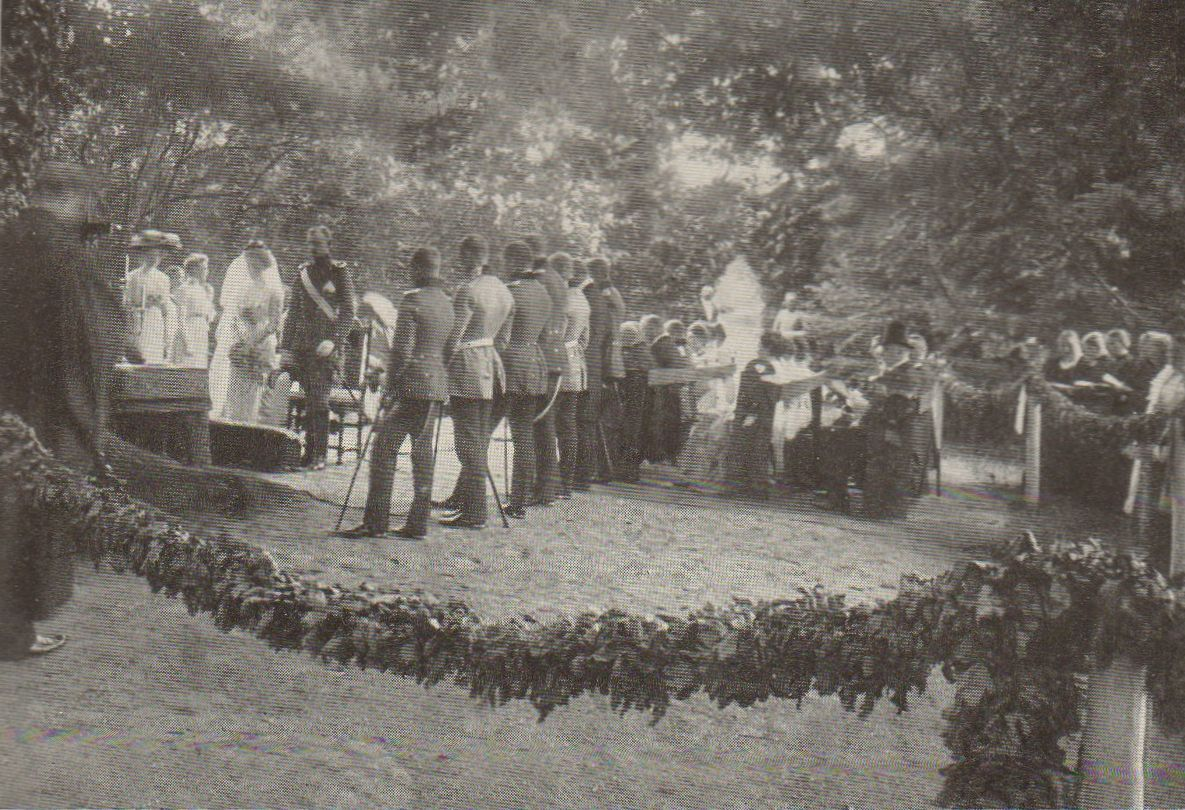
Hochzeit der Tochter Adrienne

Joachim Gans zu Putlitz heiratete am 18. April 1886 Augusta Freiin von Dietrich. Seine älteste Tochter Dorothea blieb unverheiratet. 1891 wurde die zweite Tochter Adrienne geboren, die später Bernhard Friedrich von Bülow heiratete. Die Eheschließung fand 1910 in Retzin statt. Da das Dorf keine Kirche besaß, wurde eine große Eiche im Park des Schlosses geweiht, die auch später noch als Kirchenersatz verwendet wurde. Aus der Verbindung gingen drei Kinder hervor. Die beiden Söhne fielen im Zweiten Weltkrieg, die Tochter Dorothee heiratete 1933 Carl Erdmann Graf von Pückler und wurde 1941 Witwe.
Adrienne von Bülow ist wie ihre Cousine Stephanie, die Tochter des Wirtschaftswissenschaftlers Stephan Gans zu Putlitz, und deren Ehemann Hans von Raumer bei Schloss Dätzingen begraben.

## Werke
- Joachim Gans zu Putlitz (Hg.): Carl Esser, Paul Wittko, Johann Vincent Cissarz, Die neuen königl. Hof-Theater zu Stuttgart. Zur Weihe und bleibenden Erinnerung. Unter Förderung Sr. Excell. des General-Intendanten Baron Joachim zu Putlitz. Sowie unter Mitwirkung hervorragender Persönlichkeiten des Theaterlebens, Stuttgart o. J.[11]

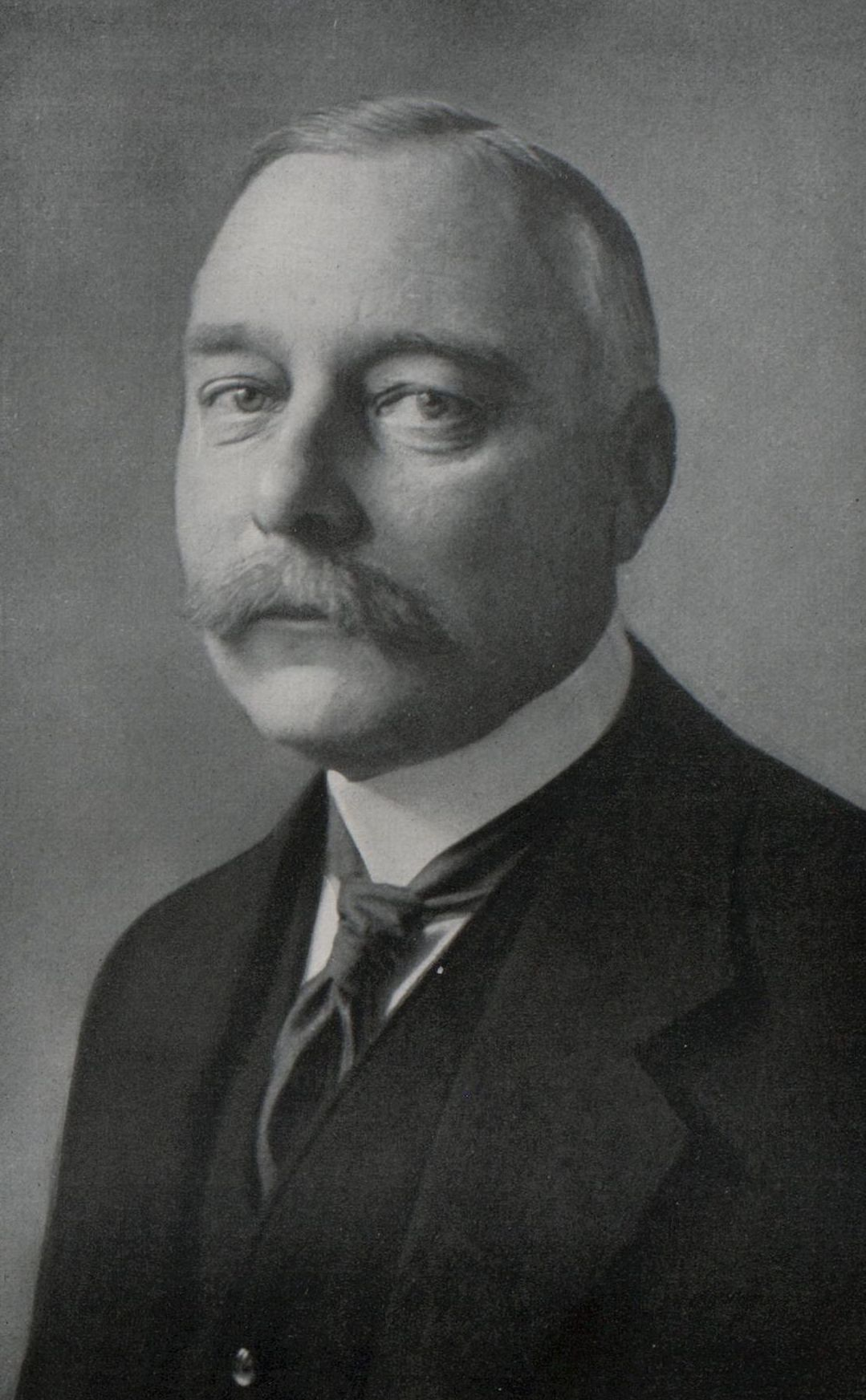
Joachim Gans zu Putlitz